# LADME
LADME – akronim odzwierciedlający w skrócie losy leku w ustroju, po jego podaniu. Nazwa pochodzi od pierwszych liter angielskich nazw głównych procesów, które zachodzą od momentu podania leku do jego wydalenia. Procesy te, to kolejno:
1. L – liberation (uwolnienie)
2. A – absorption (wchłanianie)
3. D – distribution (rozmieszczenie)
4. M – metabolism (metabolizm)
5. E – excretion lub elimination (wydalanie/usuwanie)

## Uwalnianie substancji leczniczych (L)
Mianem uwalnianie określa się proces przechodzenia substancji czynnej, zawartej w leku, do środowiska, z którego może zostać wchłonięta do organizmu. Jest to inaczej uwalnianie się substancji czynnej z określonej postaci leku, w której została podana, np. przechodzenie kwasu acetylosalicylowego z tabletki aspiryny do żołądka.
Fazę uwalniania poprzedza rozpad (postaci leku np. kapsułki, drażetki, tabletki etc.)
Szybkość uwalniania leków zależy od ich postaci i od szybkości transportu leku z miejsca podania do miejsca wchłaniania. Zagadnieniem tym zajmuje się szerzej farmacja stosowana.

## Wchłanianie leku (A)
Absorpcja, czyli przechodzenie substancji czynnej do krwiobiegu lub tkanek, polega na jej przenikaniu przez błony biologiczne. Bardzo niewiele leków wchłania się całkowicie, z reguły na tym etapie występują największe straty.
Stopień wchłaniania leku zależy od:
- drogi podania,
- właściwości fizykochemicznych leku,
- właściwości postaci leku (postacie o kontrolowanym uwalnianiu substancji czynnej)
- wielkości podanej dawki.
- obecności pokarmu w przypadku podania per os
- powierzchni w przypadku podania na skórę

O szybkości wchłaniania decyduje szybkość rozpuszczania substancji czynnej w płynach ustrojowych, która zależy m.in. od wielkości cząsteczki i pH środowiska.
Substancje silniej zjonizowane wchłaniają się wolniej i w mniejszym stopniu. Ładunek utrudnia bowiem przenikanie przez membrany biologiczne. Stopień jonizacji zależy z kolei od pH środowiska – leki będące substancjami o charakterze kwasowym są silniej zjonizowane w środowisku zasadowym, jakie panuje np. w jelitach. Po podaniu doustnym, będą się więc lepiej wchłaniały w żołądku, gdzie pH jest kwasowe i lek występuje w formie słabo zjonizowanej, niż w jelitach. Leki będące zasadami – przeciwnie, lepiej wchłaniają się w jelitach niż w żołądku. Na wchłanianie mają więc duży wpływ lokalne zmiany pH w przewodzie pokarmowym, wywołane np. spożytym pokarmem. Wchłanianie leków po podaniu doustnym w istotny sposób może również zależeć od wzmożonej perystaltyki jelit czy schorzeń przewodu pokarmowego.
Wchłanianie leku po podaniu domięśniowym przebiega również na drodze przenikania substancji czynnej przez błony biologiczne do krwiobiegu. Tu również ma znaczenie stopień zjonizowania wchłanianej substancji.
Istotnym czynnikiem wpływającym na wchłanianie jest stopień ukrwienia miejsca podania. Niekiedy dla zwiększenia absorpcji substancji czynnej np. z maści dodaje się do niej substancji drażniących naskórek i tym samym zwiększających ukrwienie.
Tylko leki podane drogą dożylną nie podlegają procesom wchłaniania, ponieważ tak podane, bezpośrednio mieszają się z krwią. W tym przypadku nie zachodzą też procesy uwalniania.

## Dystrybucja (D)
Dystrybucja to inaczej rozprowadzanie leku w obrębie organizmu. Etap ten umożliwia substancji czynnej dotarcie do miejsca swojego działania.
Proces dystrybucji polega na przenikaniu leków i ich metabolitów z krwi do tkanek, przez błony biologiczne na zasadzie biernego i aktywnego transportu.
O procesie dystrybucji decyduje:
- szybkość przepływu krwi przez poszczególne tkanki i narządy
- szybkość transportu przez określone błony biologiczne
- wiązanie leku z białkami krwi i tkanek
- lipofilność leku

### Szybkość przepływu krwi
Z uwagi na to, że szybkość przepływu krwi poprzez poszczególne tkanki i narządy jest zróżnicowana, rozmieszczenie leków w poszczególnych tkankach i narządach jest różne. Stężenie leku w tkankach dobrze ukrwionych ustala się szybko (kilka minut po wchłonięciu) na stałym poziomie, stężenia w kompartmencie słabo ukrwionym osiągane są później. Do dobrze ukrwionych narządów należą: serce, mózg, nerki, płuca oraz gruczoły wydzielania wewnętrznego; do słabo ukrwionych: tkanka kostna, tłuszczowa.

### Przechodzenie leków przez błony biologiczne
Transport leków przez błony biologiczne odbywa się tak samo jak transport innych substancji, na zasadzie:
- dyfuzji biernej – zgodnie z gradientem stężeń, czyli zawsze od stężenia wyższego do niższego i nie wymaga ze strony organizmu nakładów energii. O szybkości tego procesu decyduje wielkość cząsteczki stosowanego leku, rozpuszczalność w lipidach oraz stopień jonizacji – cząsteczki niezdysocjowane przechodzą przez błony łatwiej niż zdysocjowane. Biorąc pod uwagę fakt, że większość leków to związki o charakterze słabych kwasów lub zasad, o stopniu dysocjacji i transporcie decyduje pH środowiska.
- dyfuzji ułatwionej, która, podobnie jak bierna, nie wymaga nakładu energii i też odbywa się zgodnie z gradientem stężeń, przy udziale białek błonowych (nośników) dla przenoszenia substancji.
- transportu aktywnego odbywa się wbrew gradientowi stężeń przy udziale nośników i nakładzie energetycznym dostarczonym przez ATP.
- pinocytozy lub fagocytozy – polega na wnikaniu kuleczek cieczy w postaci wodniczki do błony – w transporcie leków odgrywa małą rolę.

W transporcie leków dużą rolę odgrywa dyfuzja bierna. Zależy ona między innymi od:
- wielkości cząstek optymalne wartości to poniżej 500 Da
- lipofilności wyrażanej jako LogP(o/w) optymalna wartość lokalizuje się pomiędzy 1 a 4
- pola polarnego powierzchni cząsteczki – PSA, optymalna wartość to poniżej 140 A
- stopnia jonizacji

Głównymi barierami, które pokonuje lek są:
- bariera krew-tkanka
- bariera krew-mózg
- bariera krew-łożysko
- bariera krew-ciecz wodnista oka

Od szybkości i łatwości przechodzenia przez te bariery zależy efekt działania leku, jak również działanie niepożądane.

### Wiązanie leku z białkami krwi i tkanek
Większość leków po wchłonięciu z miejsca podania do krwi wiąże się z białkami, głównie z albuminami. Wiązanie leków z białkami jest nieswoiste i odwracalne. Zależy od pH środowiska, temperatury oraz właściwości fizykochemicznych leku (jego powinowactwa do albumin krwi). Stopień wiązania leku z białkami osocza jest jednym z podstawowych czynników warunkujących czas i siłę jego działania. W przypadku silnego wiązania leku z białkami (np. 98%) tylko około 2% wchłoniętej dawki leku pozostaje we krwi jako frakcja wolna i tylko ta część może przenikać do tkanek, a więc wywierać efekt farmakologiczny. Obserwuje się różne powinowactwo poszczególnych leków do wiązania z białkami, zjawisko to stanowi jeden z powodów zachodzenia między lekami interakcji.
Leki tworzące w dużym procencie kompleks z białkami osocza działają długo, gdyż stopniowo uwalniają się z tego kompleksu. Natomiast te, które wiążą się z białkami w małym stopniu, wydalane są szybko i wywierają działanie krótkotrwałe.
Wiązanie leków z białkami krwi i tkanek jest ważnym czynnikiem warunkującym ich rozmieszczenie w organizmie i wpływa na objętość dystrybucji (Vd – ang.: volume of distribution), która określa zależność między ilością leku w organizmie a stężeniem leku we krwi.

## Metabolizm leków (M)
Metabolizm (biotransformacja) leków jest biochemicznym procesem przemian leków w organizmie. Proces ten zachodzi głównie w mikrosomach wątroby, które zawierają aktywne układy enzymatyczne. Aktywność tych enzymów zależy od wielu czynników, takich jak: temperatura ciała, płeć, wiek, a także stany patologiczne ustroju, m.in. choroby miąższu wątroby. Reakcje metaboliczne z udziałem enzymów zachodzą w mniejszym stopniu również w błonie śluzowej przewodu pokarmowego, skórze oraz łożysku. Reakcje biochemiczne związane z metabolizmem leków zachodzą w dwóch fazach.

### Metabolizm leków wedługWilliamsa[a]
Reakcje I fazy – to procesy rozkładu, często prowadzące do zwiększenia chemicznej reaktywności cząsteczki leku. Zalicza się do nich: utlenianie, redukcję, hydrolizę itp. Procesy rozkładu:
- mogą spowodować dezaktywację leku
- mogą stanowić przygotowanie do II fazy biotransformacji
- mogą zmienić charakter leku – kierunek i siłę działania

W wyniku zachodzących przemian I fazy powstające metabolity mogą być farmakologicznie nieaktywne i jako takie zostają z organizmu wydalone lub mogą tworzyć związki o działaniu silniejszym, słabszym lub innym (w innym kierunku) niż pierwotnie podany lek. Przykładem aktywnych metabolitów jest morfina (metabolit kodeiny).
Reakcje II fazy to procesy syntezy, do których zalicza się: acetylację, sprzęganie z aminokwasami, kwasem glukuronowym czy siarkowym.
Sprzęganie polega na łączeniu się leku lub jego metabolitu z endogennym substratem. W wyniku tych reakcji powstają związki nieczynne, z reguły lepiej rozpuszczalne w wodzie, które szybko ulegają wydaleniu z ustroju. Szybkość biotransformacji zależy między innymi od czynników genetycznych warunkujących zdolność organizmu do szybkiego lub wolnego metabolizowania określonych leków.

### Czynniki wpływające na metabolizm leków
1. czynniki genetyczne
2. płeć – decydujące znaczenie ma większa aktywność enzymów mikrosomalnych wątroby u mężczyzn niż u kobiet, stąd szybszy metabolizm leków u mężczyzn
3. wiek – stwierdzono mniejszą aktywność enzymów mikrosomalnych u noworodków, co powoduje, że większość leków jest dla nich toksyczna. Aktywność tych enzymów zmniejsza się również w starszym wieku.
4. stany patologiczne – prowadzą do upośledzenia biotransformacji leków i przedłużenia czasu ich działania
5. droga podania – po doustnym podaniu niektórych leków stwierdza się nasilenie metabolizmu wątrobowego (efekt pierwszego przejścia)
6. interakcje – leki wpływające na aktywność enzymów mikrosomalnych mogą zmieniać metabolizm innych podawanych jednocześnie leków (np. fenobarbital pobudza metabolizm difrenylohydantoiny)

## Wydalanie leków (E)
Leki i ich metabolity mogą być wydalane z ustroju
- z moczem,
- z kałem
- z żółcią,
- ze śliną,
- ze śluzem przez drogi oddechowe
- z potem,
- z mlekiem matki
- z wydychanym powietrzem.

Najważniejszą drogą eliminacji leku z organizmu są nerki. Tak wydalane są np.: doksycyklina czy streptomycyna. W stanie upośledzonej czynności nerek może dochodzić do znacznego wzrostu stężenia leku we krwi, stąd konieczna jest modyfikacja jego dawkowania.
Drugim ważnym narządem odpowiedzialnym za eliminację leku jest wątroba. Leki są wydalane z żółcią w postaci niezmienionej lub w formie metabolitów. Przykłady: propranolol, diazepam.
Wydalanie leków przez płuca oraz za pośrednictwem gruczołów wydzielania zewnętrznego odgrywa mniejszą rolę w procesie eliminacji leku z organizmu. Jego eliminacja ze śliną może prowadzić do działań niepożądanych, np. przerost dziąseł po fenytoinie czy przebarwienie zębów po antybiotykach.
Leki stosowane u matek karmiących mogą być wydalane z mlekiem, stąd mogą też wpływać na noworodka.
Czynnikami wpływającymi na wydalanie są:
- pH moczu – niektóre substancje, w określonym pH, mogą krystalizować w drogach moczowych, tworząc kamienie nerkowe, co uniemożliwia ich wydalenie oraz utrudnia wydalanie innych substancji. Odczyn moczu wpływa również na zwrotne wchłanianie leku z kanalików nerkowych.
- ukrwienie nerek – większy przepływ krwi przez nerki powoduje zwiększoną filtrację i wydalanie substancji obcych z moczem